# アイダックス
アイダックス（英語：i-dax）は、日本のゲイビデオメーカーであり、主にゲイDVDの制作・販売を行っている。

## 概要
1990年前後頃の設立当初は「キャンパスビデオ」（社名は不明）といって、バナナランド・シリーズの前身のVIDEO MAGAZINE「キャンパス通信」シリーズと、マッスルコレクションの前身「キャンパススポーツ」をリリースしていた。
「キャンパスビデオ」のpart１とpart２の広告が「薔薇族1988年11月号」のp319に見られる。その前数か月間に広告がないことからするに、これが初出と思われる。
アイダックスの前の社名はワールド映像出版社（WORLD VIDEO）だったが、1995年頃からアイダックスになっている。主なシリーズとして美少年系の「バナナランド」、マッチョ系の「マッスルコレクション」、「SP」があり、中でも「バナナランド」は60タイトルに迫る人気作品となっている。アイダックスの公式サイトは会員パスワードを持っていないと閲覧できない。
90年代後半頃はSM専門レーベル「スタジオ・アダム」からSM作品を出していた。かつては1年に4タイトルほどをコンスタントにリリースしていたが、近年は2009年4月と2011年5月を最後に新作は出していない。ただし2011年8月と12月にベスト版を出している。

## レーベル・シリーズ
- バナナランド
- マッスルコレクション
- SP

- なくなったレーベル
  - スタジオ・アダム
  - キャンパス通信（バナナランドシリーズの前身シリーズ）
  - キャンパススポーツ（マッスルコレクションの前身シリーズ）